# Ian Falconer
Ian Woodward Falconer (Ridgefield, Connecticut, 25 de agosto de 1959-Norwalk, Connecticut, 7 de marzo de 2023) fue un escritor e ilustrador de libros infantiles y diseñador de decorados y vestuario para teatro estadounidense. Creó una treintena de portadas para The New Yorker y otras publicaciones. Falconer escribió e ilustró la serie de libros infantiles Olivia, que narra las aventuras de una cerdita, una serie inicialmente concebida como un regalo de Navidad para su joven sobrina. Falconer se graduó de The Cambridge School of Weston, estudió historia del arte en la Universidad de Nueva York y estudió pintura en Parsons School of Design y Otis Art Institute.

## Diseños teatrales
Falconer estuvo activo en el mundo del diseño teatral. En 1987, ayudó al artista David Hockney con los diseños de vestuario para la producción de la Ópera de Los Ángeles de Tristán e Isolda de Richard Wagner, y en 1992, ayudó a Hockney con la producción de la Ópera Lírica de Chicago de Turandot de Puccini. En 1992, Falconer diseñó el vestuario (Hockney diseñó los decorados) para la producción de The Royal Opera de Die Frau Ohne Schatten de Richard Strauss en Covent Garden.
En 1996, Falconer diseñó el decorado para la producción de The Atlantic Theatre de The Santaland Diaries, escrita por David Sedaris. Sobre esto, el crítico de teatro de The New York Times, Ben Brantley, escribió: "El recorte de dibujos animados de Ian Falconer se ve totalmente elegante en su gris monocromático".
En 1999, Falconer diseñó la escenografía y el vestuario para la producción de Firebird del Ballet de Boston, coreografiada por Christopher Wheeldon. Ese mismo año, diseñó la escenografía de Scènes de Ballet de Igor Stravinsky y, en 2001, la escenografía y el vestuario de Variations Sérieuses de Felix Mendelssohn, ambas coreografiadas para el New York City Ballet por Wheeldon. En 2002, Falconer diseñó los decorados y el vestuario de Jeu de Cartes de Stravinsky, coreografiado para el New York City Ballet por Peter Martins.
En 2008, Falconer diseñó los decorados y supervisó la instalación de la opereta Veronique en el Théâtre du Châtelet de París. El crítico Francis Carlin señaló que, "El inteligente juego de Ian Falconer entre la película de fondo y los decorados lujosos culmina en un impresionante baile de sociedad".
A partir de la temporada 2015, el Cascanueces del Pacific Northwest Ballet presenta vestuario y decorados diseñados por Falconer.

## Vida personal y muerte
Falconer nació el 25 de agosto de 1959. Falconer era gay. Según el diseñador y cineasta Tom Ford, los novios de Falconer incluyeron al artista David Hockney, y al propio Ford. Ford dijo en entrevistas que él y Falconer seguían siendo buenos amigos. Décadas después de su ruptura, Ford usó el apellido de Falconer para el personaje principal de A Single Man, su película de 2009 (basada en la novela de Christopher Isherwood, en la que el personaje principal no tiene apellido).
Falconer murió tras una breve enfermedad el 7 de marzo de 2023, a la edad de 63 años.

## Obras escritas
En la serie Olivia:
- Olivia (Nueva York: Atheneum Books for Young Readers, 2000).
- Olivia Saves the Circus (Nueva York: Atheneum Books for Young Readers, 2001) - ganadora del Libro infantil ilustrado del año 2002 de Booksense.
- Olivia's Opposites (Nueva York: Atheneum Books for Young Readers, 2002)
- Olivia Counts (Nueva York: Atheneum Books para lectores jóvenes, 2002)
- Olivia...and the Missing Toy (Nueva York: Atheneum Books for Young Readers, 2003).
- Teatro Olivia (Nueva York: Rizzoli Universe Promotional Books, 2004).
- Olivia Forms a Band (Nueva York: Atheneum Books for Young Readers, 2006) - ganadora del premio al mejor libro infantil de 2006 de Child Magazine.
- Dream Big (starring Olivia) (Nueva York: Andrews McMeel Publishing, 2006).
- Olivia Helps with Christmas (Nueva York: Atheneum Books for Young Readers, 2007) - ganadora del premio a la ilustradora del año 2008 en los Children's Choice Book Awards)
- Olivia Goes to Venice (Nueva York: Atheneum Books for Young Readers, 2010).
- Olivia and the Fairy Princesses (Nueva York: Atheneum Books for Young Readers, 2012).
- Olivia's ABC (Nueva York: Atheneum Books for Young Readers, 2014).
- Olivia the Spy (Nueva York: Atheneum Books for Young Readers, 2017).

## Premios
- Caldecott Honor por Olivia, 2000
- Parents' Choice 2000, ganador del premio de oro
- Nick Jr. Books, Mejor Libro de 2001
- Asociación Estadounidense de Bibliotecas, Libros infantiles notables de 2001, por Olivia.
- Mejor libro infantil de 2001
- Los mejores libros de Los Angeles Times de 2000 y 2001
- Publishers Weekly, mejores libros de 2000 y 2001
- Asociación Estadounidense de Bibliotecas, Libros infantiles notables de 2002, por Olivia Saves the Circus.
- Libro infantil ilustrado del año BookSense, 2002, por Olivia Saves the Circus .
- Elegido "ilustrador favorito" por Olivia Helps with Christmas por más de 50.000 niños en los Children's Choice Book Awards, 2008